# Luís Eduardo Magalhães (Bahia)
Pour les articles homonymes, voir Magalhães.
Luís Eduardo Magalhães est une municipalité brésilienne de l’État de Bahia et la microrégion de Barreiras.
Luís Eduardo Magalhães est une municipalité de l'ouest de Bahia, au Brésil. La principale activité de la ville est l'agriculture, et elle est connue comme la capitale de l'agrobusiness. La ville est située au cœur d'une région agro-industrielle en expansion . Dans les années 1990, la communauté n'était guère plus qu'une station-service. Elle abrite actuellement la plus grande usine de traitement du soja du Brésil et un concessionnaire John Deere.
Les transports commerciaux de marchandises de la région se font par camion diesel. En 2004, la population de Luís Eduardo Magalhães était de 21 454 habitants. En 2007, la population était de 44 265 habitants. La croissance démographique a été causée par l'agrobusiness..
La ville a accueilli de nombreux agriculteurs du sud et du sud-est du Brésil, contribuant ainsi au développement économique et culturel de la ville. La ville est l'une des villes agricoles les plus riches du Brésil.  La création de cette municipalité a été jugée anticonstitutionnelle par la Cour suprême du Brésil : elle porte le nom de Antônio Carlos Magalhães, un homme politique membre décédé d'une puissante famille oligarchique. La Cour suprême n'a pas pu annuler sa création et a simplement réaffirmé que la création de nouvelles municipalités de la même manière est jugée inconstitutionnelle.